# هاشم رضا محمد علوان
هاشم رضا محمد علوان (زاده ۱۸ مهٔ ۱۹۷۹) یک بازیکن فوتبال اهل عراق است.
وی همچنین سابقه حضور در تیم ملی عراق را دارد.